# 쿼터톤
쿼터 톤(クォータートーン)은 도쿄도 메구로구 아오바다이에 있는 연예 사무소이다.
사무소 공식 사이트, 배우 공식 사이트가 존재하지 않기 때문에 소속 배우의 활동 상황을 파악하는 것은 곤란하다. 설립은 2002년.

## 소속
- 니시지마 히데토시
- 이토 아츠시
- 토다 마사히로
- 타다노 미아코
- 아이츠키 아키코
- 미즈카미 타카오
- 리쥬 고
- 오쿠누키 카오루
- 와타나베 미유
- 오카다 타쿠야

## 전 소속
- 이토 타카히로 (재적 중 급서)